# Абруско (сорт винограда)
Абруско — красный сорт винограда для итальянских вин, выращиваемый в основном в регионе Тоскана, где он является второстепенным компонентом, разрешенным для смешивания с винами Кьянти. Виноград имеет долгую историю в регионе и был упомянут в 1600 году под его синонимами Абростино и Колор в посмертно опубликованной работе итальянского агронома Джована Ветторио Содерини (ит.) «Trattato della coltivazione delle viti, e del frutto che se ne può cavare». Там Содерини отмечает, что виноград часто использовался для придания более глубокого красного цвета тосканским винам.
Этот сорт считается довольно редким и находится на грани исчезновения: в итальянской переписи 2000 года было зарегистрировано всего 6 гектаров (15 акров) этого сорта винограда. Тосканский производитель Le Tre Stelle работал над тем, чтобы сохранить жизнеспособность сорта, производя ограниченное производство вина Indicazione geografica tipica (IGT), состоящего из 100 % абруско из 20 лоз, которые были обнаружены среди других сортов на старом винограднике, принадлежащем винодельне. Еще один тосканский производитель, винодельня Tuscan Soul, также работает с центром исследований и разработок для Тосканы, чтобы производить вина из 100 % абруско с 0,2 гектара земли в их поместье в Четоне, Сиена.